# 倫邦岸島

倫邦岸島，右下為珀尼達島

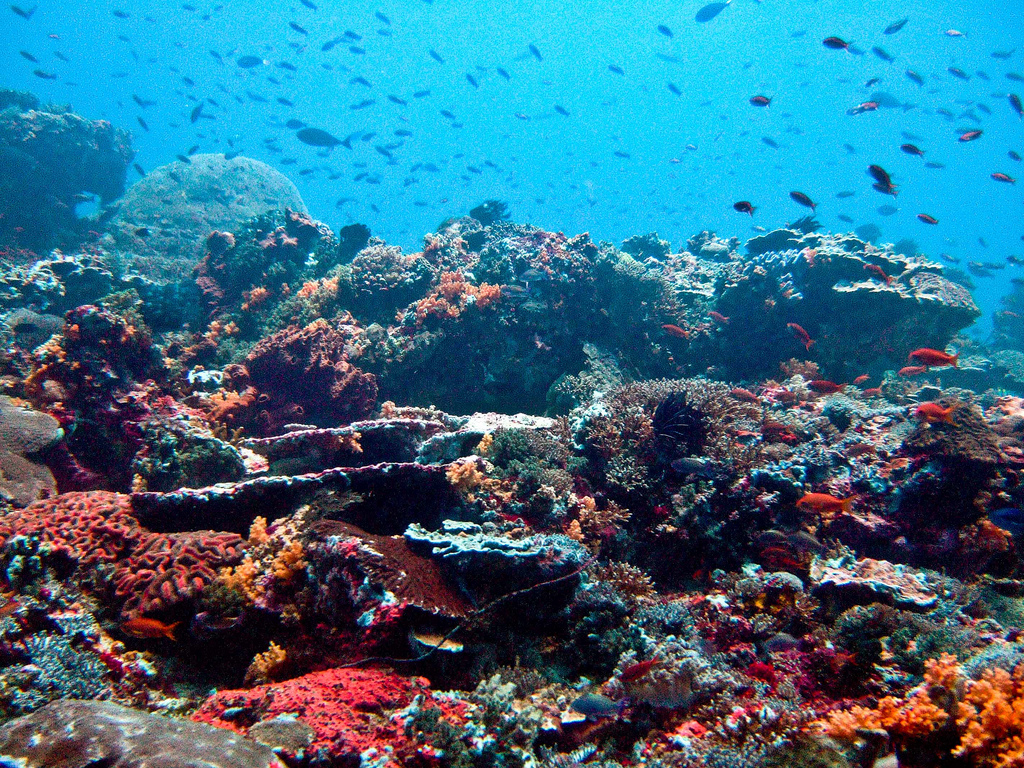
倫邦岸島珊瑚礁

倫邦岸島是印度尼西亞峇里省克隆孔縣的島嶼，屬於小巽他群島的一部分，位於峇里島東南面龍目海峽，珀尼達島西北方，面積8平方公里，主要經濟活動有旅遊業，人口約5,000。
8°40.906′S 115°27.067′E / 8.681767°S 115.451117°E